# Świecie
Świecie phát âm [ˈɕfʲɛt͡ɕɛ]  (tiếng Đức: Schwetz  ) là một thị trấn ở phía bắc Ba Lan với 25.968 người (2006), nằm ở Kuyavian-Pomeranian Voivodeship (từ năm 1999); nó từng  ở Bydgoszcz Voivodeship từ năm 1975 đến 1998. Đây là thủ phủ của Hạt Świecie.

## Vị trí
Wiecie nằm ở bờ tây sông Vistula ở cửa sông Wda, cách khoảng 40 km   về phía đông bắc Bydgoszcz, 105 km về phía nam của Gdańsk và 190 km về phía tây nam của Kaliningrad.

## Lịch sử

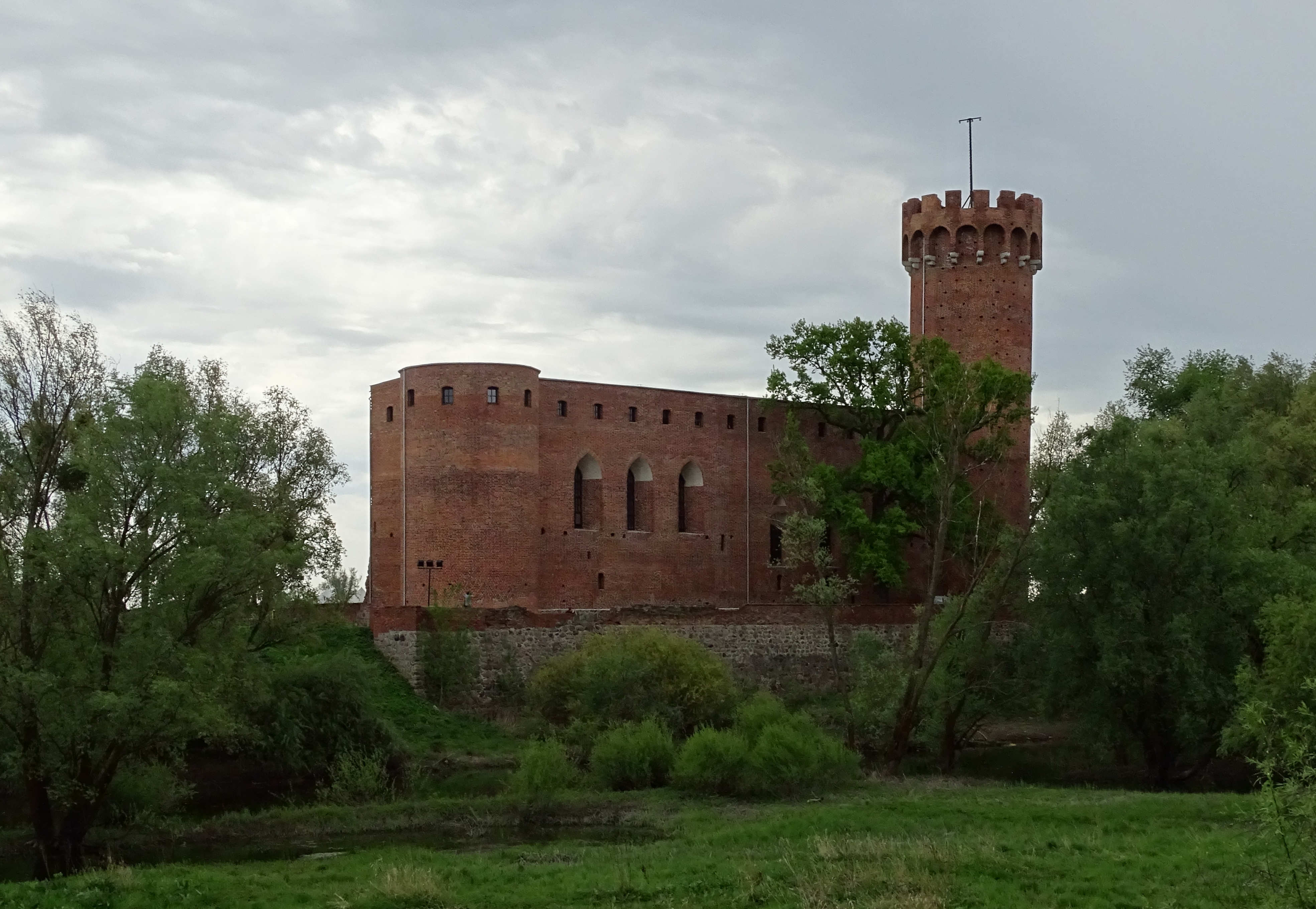
Lâu đài Teutonic

Świecie trở thành nơi cư ngụ của Công tước Pomeranian Grimislaw, khi vào năm 1198 và nhà thờ St. Mary được xây dựng tại đây. Công tước xứ Pomerania  Grimislaw bao gồm các thị trấn nổi tiếng Starogard Gdański và Lubiszewo Tczewskie, cũng như Skarszewy với khu vực xung quanh. Hiệp sĩ Teutonic đã chinh phục Gdańsk vào năm 1309 và năm 1310 đã mua Pomeralia ở Soldin từ Margraves của Brandenburg. Đến lúc đó, khu định cư đã có tư cách của Cititas, giống như Gdańsk và Tczew đã làm. Świecie đã được Teutonic Order cấp một hình thức chính quyền thành phố, khi nó vẫn nằm ở bờ cao phía tây của Vistula. Có lẽ vì bị phá hủy bởi lửa, trong khoảng thời gian 1338 - 1375, thị trấn đã được chuyển xuống thung lũng tại Vistula. Sau chiến tranh mười ba năm (1454 - 1466) Świecie trở thành một phần của tỉnh tự trị Hoàng gia Phổ được sáp nhập vào Vương quốc Ba Lan. Năm 1772, trong Phân vùng Ba Lan, thị trấn bị Vương quốc Phổ thôn tính và Schwetz được sáp nhập vào Tỉnh Tây Phổ mới thành lập. Năm 1905 thị trấn có một nhà thờ Tin lành, hai nhà thờ Công giáo và giáo đường. Sau chiến tranh thế giới thứ nhất, Siwiecie đã trở thành một phần của Voivodeship Pomeranian với thủ phủ tỉnh ở Toruń của Cộng hòa thứ hai của Ba Lan.

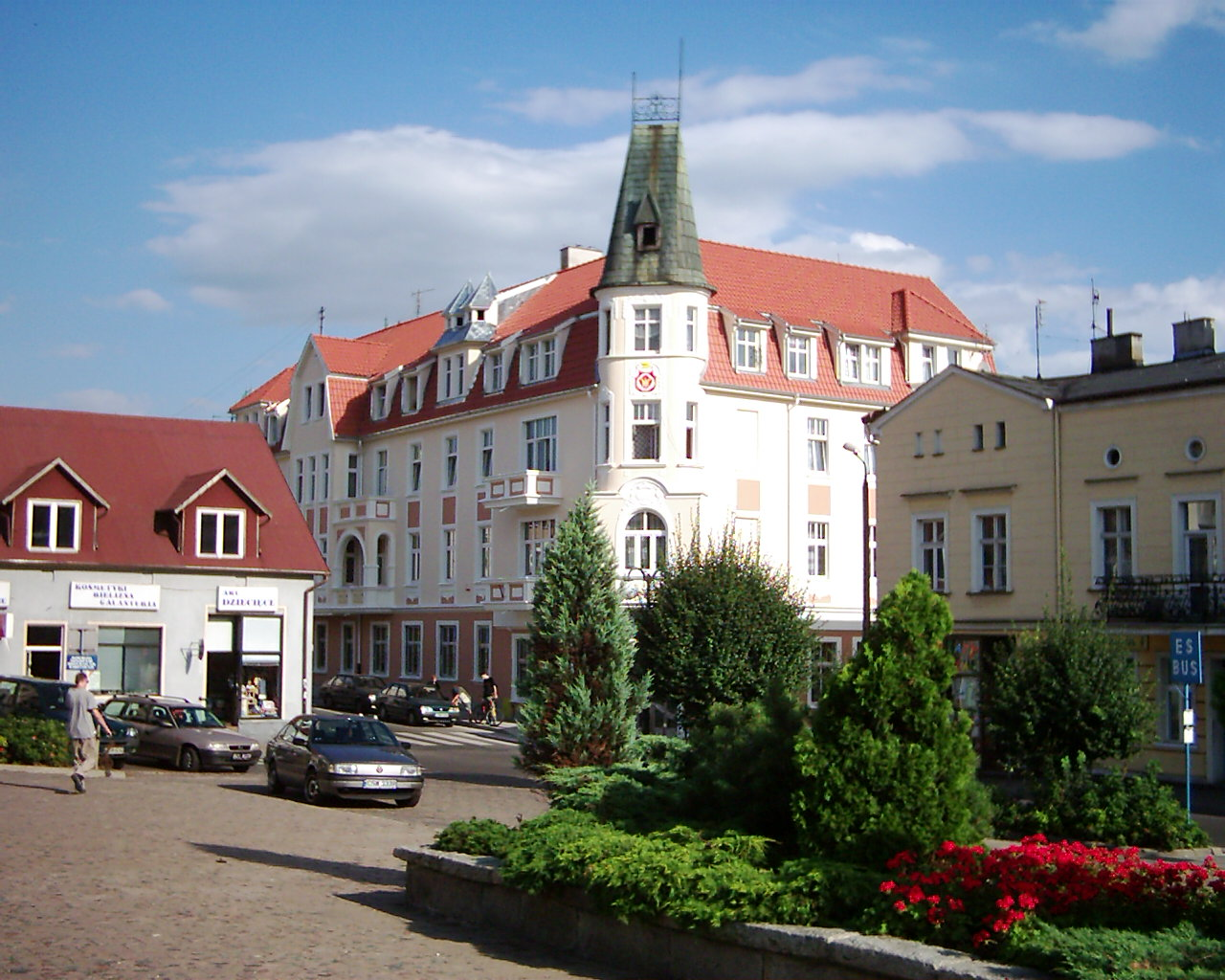
Quảng trường chợ lịch sử

Trong Chiến tranh thế giới thứ hai, Đức Quốc xã đã chiếm Świecie và sáp nhập vào ngày 8 tháng 10 năm 1939, biến nó thành trụ sở của quận Kreis của Schwetz. Nó được quản lý như một phần của Reichsgau Danzig-West Prussia. Những người Ba Lan xuất chúng đã bị bắt bằng cách sử dụng danh sách tấn công bí mật nhắm mục tiêu chính trị và bị sát hại bằng cách sử dụng các đặc nhiệm Volksdeutscher Selbstschutz.
Mọi người bị bắn kết thúc bởi những cú đánh bằng xẻng và tàn thuốc súng trường; họ được chôn cất trong những ngôi mộ tập thể khi còn sống. Các bà mẹ bị buộc phải đặt con cái của họ trong các hố, nơi họ đã bị bắn cùng nhau. Trước khi hành quyết, phụ nữ và trẻ em gái bị hãm hiếp. (...) [Sự tàn bạo] gợi lên nỗi kinh hoàng ngay cả ở người Đức, bao gồm cả một số binh sĩ. Kinh hoàng trước những gì họ thấy ở thị trấn Świecie, hai người trong số họ cảm thấy buộc phải nộp báo cáo [cho chính quyền quân sự].

 Sau thất bại của Adolf Hitler trong Thế chiến II, Swiecie trở thành một phần của Bydgoszcz Voivodeship được thành lập năm 1946 tại Cộng hòa Nhân dân Ba Lan. Thị trấn phát triển nhanh chóng với dân số đạt tới 13,500 vào năm 1961. Nhà máy tinh chế đường được mở rộng, nhà máy thịt,thức ăn gia súc và cối xay gió được xây dựng, bao gồm nhà máy giấy ra mắt năm 1968, với 4.600 nhân viên.

## Tập đoàn lớn
- Mondi wiecie SA (trước đây, được gọi là Giấy bao bì Mondi Świecie SA, và Frantschach wiecie SA cũng như Celuloza wiecie SA) - sản phẩm giấy và bao bì

## Giáo dục
- Wyższa Szkoła Menedżerska (Trường quản lý cấp cao)
- I LO. Floriana Ceynowy
- II LO w Świeciu
- Zespół Szkół Ponadgimnazjalnych

## Thể thao
- Câu lạc bộ bóng đá Wda Świecie
- Đội bóng rổ Polpak Świecie

## Cá nhân đáng chú ý
- Heinrich von Plauen (the Elder) (khoảng 1370-1429), kiện tướng thứ 27 của Teutonic Order
- Oskar Cassel (1849 - 1923), chính trị gia tự do người Đức
- Nikolaus von Halem (1905 Từ1944), luật sư và chiến binh kháng chiến người Đức
- Rolf Stein (1911 Điện1999), Nhà tội phạm học người Đức và người Tây Tạng
- Günther Radusch (1912-1988), phi công Luftwaffe
- Aleksy Kuziemski, võ sĩ chuyên nghiệp
- Janusz Józefowicz, đạo diễn, biên đạo múa, người tạo ra Metro (nhạc kịch)
- Dawid Konarski, vận động viên bóng chuyền với ZAKSA Kędzierzyn-Koźle